# Vườn quốc gia Domogled-Valea Cernei
Vườn quốc gia Domogled-Valea Cernei (tiếng Romania: Parcul Naţional Domogled-Valea Cernei) là một khu bảo tồn nằm tại các hạt Caraş-Severin, Gorj và Mehedinți thuộc Rumani.
Nằm trên khu vực dãy núi Cerna, trong lưu vực sông Cerna, bên phải là dãy núi Godeanu, trong khi bên trái là Dãy núi Vâlcan và Medinţi.